# Alec Scott
Pour les articles homonymes, voir Scott.
Alec Scott est un cavalier britannique né le 16 octobre 1906 à Tetbury et mort le 11 juin 1978 à Cheltenham.

## Carrière
Sa carrière amateur est principalement marquée par une médaille de bronze remportée aux Jeux olympiques de Berlin en 1936 en concours complet par équipes avec Edward Howard-Vyse et Richard Fanshawe.

## Référence
1. ↑  https://www.sports-reference.com/olympics/athletes/sc/alec-scott-1.html